# Place du Marché-aux-Fleurs
La place du Marché-aux-Fleurs est une place publique de Montpellier. 

## Description
Située dans l’Écusson, le centre historique de la ville, la place est délimitée, à l'ouest par la Préfecture de l'Hérault, au sud par la Poste, à l'est par la rue Rosset, au nord par la rue Bonnier d'Alco. Entièrement piétonne à l'exception de la voie de sortie du parking souterrain, elle couvre une superficie d'environ 2 500 m2.
Une fontaine du sculpteur espagnol Manuel Clemente Ochoa a été installée au centre de la place en 1985.

## Origine du nom
Baptisée ainsi en 1814, c'est le nom que portait l'ancien marché aux fleurs, qui se trouvait près de la place, et qui a été aujourd'hui transféré à l'espace Mosson de Montpellier.

## Historique
Avant d'être une place publique, ce lieu abritait l'ancien couvent des Capucins, détruit pendant la Révolution. L'espace dégagé prit le nom de place des Capucins. Sous la Restauration, la place du Marché-aux-Fleurs a porté le nom de « place Louis XVI ».
De 1883 à 1898, la place était occupée par une halle métallique, qui fut détruite par un incendie. Un marché de fleurs et de primeurs s'y tenait au début du XXe siècle.

## Bâtiments remarquables et lieux de mémoire

### Statue de Louis XVI

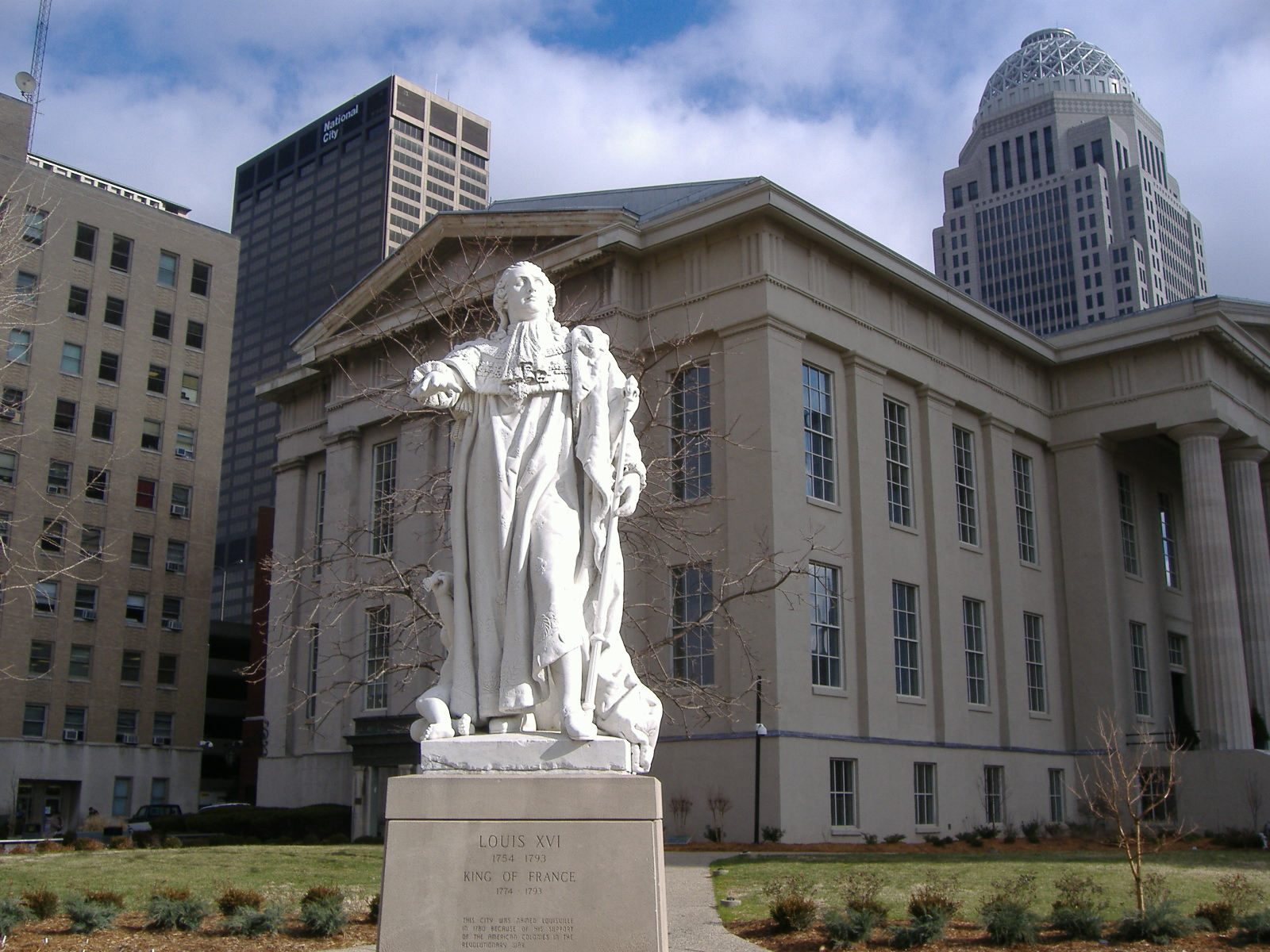
Statue de Louis XVI aujourd'hui à Louisville

Une statue de Louis XVI, exécutée à Paris par le sculpteur Achille Valois, fut installée à l'initiative du maire de l'époque,  Ange Jean Michel Bonaventure de Dax, marquis d'Axat, au centre de la place le 19 août 1829, dix ans après la commande passée par le maire qui avait obtenu le vote du conseil municipal et posé solennellement la première pierre le 11 novembre 1819. L'œuvre, dont la légende est « À Louis XVI, la ville de Montpellier, 1819 », représente le roi en pied, revêtu de l'habit de sacre, tendant la main droite et tenant le sceptre royal en sa main gauche. Peu après la fin de la Restauration et avec l'avènement de la monarchie de juillet en 1830, la statue est déposée et remisée en 1831 en raison du changement de régime et le restera jusqu'au milieu des années 1960, d'abord à la Citadelle, puis au Musée des moulages de la Faculté de lettres et enfin aux Archives départementales de l'Hérault (la main étant restée tout ce temps aux archives municipales). En 1966, le maire, François Delmas, offrit cette statue à la ville de Louisville aux États-Unis, avec laquelle Montpellier est jumelée depuis 1955.

### Activités
L'entrée du public à la Préfecture de l'Hérault donne sur la place.
Le parking souterrain Foch est aménagé en partie sous la place depuis 1985.
La place est occupée par les terrasses de plusieurs établissements de restauration (cafés, glaciers, restaurants).

### Quartier gay
Depuis quelques années, la place est devenue le point central du quartier gay, sorte de Marais parisien à l'échelle montpelliéraine. Plusieurs rues adjacentes comportent des commerces arborant les couleurs de la communauté, plusieurs bars, restaurants et boutiques notamment.